# David Rozehnal
David Sebastian Klement Rozehnal (Šternberk, 5 luglio 1980) è un ex calciatore ceco, di ruolo difensore.

## Carriera

### Club

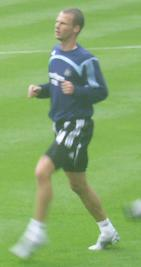
Rozehnal con la maglia del Newcastle

La carriera calcistica da professionista di Rozehnal comincia nel 1999 da Olomouc. Con la maglia del Sigma Olomouc totalizza 72 presenze e 2 reti divenendo quasi subito titolare.
Nel 1. liga rimane quattro stagioni, sino al 2003, quando viene acquistato dal Club Bruges, squadra militante nella Division I. Con i Blauw en Zwart (Blu e Neri) ha disputato 50 partite e segnato un gol vincendo nella stagione 2003-2004, appena arrivato, la Supercoppa del Belgio e al termine la Coppa del Belgio. La stagione seguente incrementa il proprio palmarès vincendo nuovamente la Supercoppa del Belgio e il suo primo campionato nazionale. L'esperienza belga termina nel 2005 quando, dopo aver vinto la sua terza Supercoppa del Belgio, viene acquistato dai francesi del PSG per 3 milioni di euro.
Dal 2005 al 2007 gioca 72 partite e segna una rete nella Ligue 1. Con il PSG vince nel 2006 la Coppa di Francia.
Il 29 giugno 2007 passa al Newcastle United per 4,3 milioni di euro. La sua esperienza in Premier dura pochi mesi perché nel mercato di gennaio 2008, precisamente il 31 gennaio, viene acquistato dalla Lazio con la formula del prestito oneroso (un milione di euro) con diritto di riscatto fissato a 3,6 milioni, nonostante il giocatore abbia in essere un contratto firmato sino al 2011. Ha scelto la maglia numero 7 ed ha esordito il 3 febbraio 2008 nel corso della partita Lazio-Sampdoria terminata 2-1 per i biancocelesti. Il 9 giugno 2008 la squadra capitolina lo riscatta per un costo totale di 3,6 milioni di euro. Nel primo scorcio della stagione si conquista il posto da titolare con prestazioni di alto spessore come quelle in Nazionale.
Il 13 maggio 2009 la Lazio vince la sua quinta Coppa Italia ai rigori (nei quali anche Rozenhal va a segno) dopo l'1-1 al 120' contro la Sampdoria. Il 29 luglio 2009 viene ceduto a titolo definitivo all'Amburgo per 4,9 milioni di euro.

### Lilla
Dopo la prima stagione in Germania viene ceduto in prestito al Lille, squadra francese. Il 30 aprile 2011 segna il suo primo gol con la maglia del Lilla nella vittoria casalinga per 5-0 contro l'Aries che permette alla sua squadra di ritornare in vetta alla classifica di Ligue 1. Il 20 giugno dello stesso anno viene riscattato completamente dal club francese.
La stagione 2011-2012 inizia con un infortunio al menisco che lo costringe a saltare le prime 4 giornate del campionato. Il 14 settembre 2011 regala un assist al suo compagno di squadra Moussa Sow nella partita di Champions League Lille-CSKA Mosca finita 2-2, segnando il suo primo assist in una competizione europea. Il 21 dicembre 2011 segna il suo secondo assist nella partita interna pareggiata 4-4 contro il Nizza. Il primo gol stagionale arriva il 12 febbraio 2012 nella sconfitta interna per 4-5 contro il Bordeaux.
Nella stagione 2012/2013 gioca un po' meno partite perché in squadra è chiuso dalla presenza dei suoi compagni Aurelien Chedjou e Marko Basa.
La prima partita della stagione seguente la gioca il 17 agosto 2013 entrando a partita in corso nella sconfitta per 2-1 sul campo del Reims; nell'occasione sfiora il gol di testa al minuto 93' sugli sviluppi di un calcio d'angolo. Il 22 dicembre 2013 gioca titolare la sfida in trasferta contro il PSG al posto dell'infortunato Simon Kjær. Al termine della stagione 2014-2015 non gli viene rinnovato il contratto e rimane svincolato.

### Ostenda
Al termine del contratto con il Lilla, l'Ostenda annuncia il suo ingaggio a parametro zero. Esordisce il 25 luglio 2015, nel match interno contro il Mechelen. Il 26 novembre 2015 viene ufficializzato il suo rinnovo fino al 30 giugno 2017. Il 4 aprile 2018 annuncia il suo ritiro dal calcio giocato.

### Nazionale

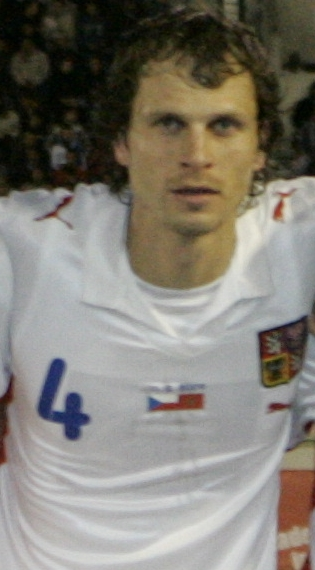
Rozehnal con la Nazionale ceca nel 2009

Con la Rep. Ceca under 21 ha disputato, vincendo, il Campionato europeo di Svizzera 2002. Ha segnato la rete dell'1-0 nella semifinale vinta per 3-1 contro l'Italia under 21.
Il suo debutto nella nazionale maggiore risale al 18 febbraio 2004 nella partita tra Italia e Rep. Ceca terminata 2-2. Ha partecipato al Campionato europeo di calcio 2004, ai Mondiali di Germania 2006 e al Campionato europeo di calcio 2008.

## Statistiche

### Presenze e reti nei club
| Stagione                   | Squadra                    | Campionato                 | Campionato | Campionato | Coppe nazionali | Coppe nazionali | Coppe nazionali | Coppe continentali | Coppe continentali | Coppe continentali | Altre coppe | Altre coppe | Altre coppe | Totale | Totale | Totale |
| Stagione                   | Squadra                    | Comp                       | Pres       | Reti       | Comp            | Pres            | Reti            | Comp               | Pres               | Reti               | Comp        | Pres        | Reti        | Pres   | Reti   |        |
| -------------------------- | -------------------------- | -------------------------- | ---------- | ---------- | --------------- | --------------- | --------------- | ------------------ | ------------------ | ------------------ | ----------- | ----------- | ----------- | ------ | ------ | ------ |
| 1999-2000                  | Sigma Olomouc              | 1L                         | 4          | 0          | PCMFS           | ?               | ?               | UEFA               | 2                  | 0                  | -           | -           | -           | 6+     | 0+     |        |
| 2000-2001                  | Sigma Olomouc              | 1L                         | 13         | 1          | PCMFS           | ?               | ?               | Intertoto          | 4                  | 0                  | -           | -           | -           | 17+    | 1+     |        |
| 2001-2002                  | Sigma Olomouc              | 1L                         | 28         | 1          | PCMFS           | ?               | ?               | UEFA               | 2                  | 0                  | -           | -           | -           | 30+    | 1+     |        |
| 2002-2003                  | Sigma Olomouc              | 1L                         | 27         | 0          | PCMFS           | ?               | ?               | UEFA               | 2                  | 0                  | -           | -           | -           | 29+    | 0+     |        |
| Totale Sigma Olomouc       | Totale Sigma Olomouc       | Totale Sigma Olomouc       | 72         | 2          |                 | ?               | ?               |                    | 10                 | 0                  |             | -           | -           | 82+    | 2+     |        |
| 2003-2004                  | Club Bruges                | DI                         | 27         | 0          | CB              | 5               | 0               | CL+UEFA            | 7+3                | 0+0                | SCB         | 1           | 0           | 43     | 0      |        |
| 2004-2005                  | Club Bruges                | DI                         | 24         | 1          | CB              | 6               | 1               | CL+UEFA            | 2+4                | 0+0                | SCB         | 1           | 0           | 37     | 2      |        |
| Totale Club Bruges         | Totale Club Bruges         | Totale Club Bruges         | 51         | 1          |                 | 11              | 1               |                    | 16                 | 0                  |             | 2           | 0           | 80     | 2      |        |
| 2005-2006                  | Paris Saint-Germain        | L1                         | 38         | 0          | CF+CDLL         | 6+1             | 0+0             | -                  | -                  | -                  | -           | -           | -           | 45     | 0      |        |
| 2006-2007                  | Paris Saint-Germain        | L1                         | 37         | 1          | CF+CDLL         | 3+1             | 0+0             | UEFA               | 9                  | 0                  | TDC         | 1           | 0           | 51     | 1      |        |
| Totale Paris Saint-Germain | Totale Paris Saint-Germain | Totale Paris Saint-Germain | 75         | 1          |                 | 11              | 0               |                    | 9                  | 0                  |             | 1           | 0           | 96     | 1      |        |
| 2007-gen. 2008             | Newcastle Utd              | PL                         | 21         | 0          | FA+FLC          | 3+1             | 0+0             | -                  | -                  | -                  | -           | -           | -           | 25     | 0      |        |
| gen.-giu. 2008             | Lazio                      | A                          | 10         | 0          | CI              | 0               | 0               | CL                 | 0                  | 0                  | -           | -           | -           | 10     | 0      |        |
| 2008-2009                  | Lazio                      | A                          | 28         | 0          | CI              | 5               | 0               | -                  | -                  | -                  | -           | -           | -           | 33     | 0      |        |
| Totale Lazio               | Totale Lazio               | Totale Lazio               | 38         | 0          |                 | 5               | 0               |                    | 0                  | 0                  |             | -           | -           | 43     | 0      |        |
| 2009-2010                  | Amburgo                    | BL                         | 23         | 1          | DFBP            | 1               | 0               | EL                 | 11                 | 0                  | -           | -           | -           | 35     | 1      |        |
| 2010-2011                  | Lilla                      | L1                         | 13         | 1          | CF+CDLL         | 4+2             | 0+0             | EL                 | 8                  | 0                  | -           | -           | -           | 27     | 1      |        |
| 2011-2012                  | Lilla                      | L1                         | 15         | 1          | CF+CDLL         | 1+2             | 0+0             | CL                 | 4                  | 0                  | TDC         | 0           | 0           | 22     | 1      |        |
| 2012-2013                  | Lilla                      | L1                         | 12         | 0          | CF+CDLL         | 1+2             | 0+0             | CL                 | 4                  | 0                  | -           | -           | -           | 19     | 0      |        |
| 2013-2014                  | Lilla                      | L1                         | 15         | 0          | CF+CDLL         | 4+1             | 0+0             | -                  | -                  | -                  | -           | -           | -           | 20     | 0      |        |
| 2014-2015                  | Lilla                      | L1                         | 18         | 0          | CF+CDLL         | 1+1             | 0+0             | CL+EL              | 1+2                | 0+0                | -           | -           | -           | 23     | 0      |        |
| Totale Lilla               | Totale Lilla               | Totale Lilla               | 73         | 2          |                 | 19              | 0               |                    | 19                 | 0                  |             | 0           | 0           | 111    | 2      |        |
| 2015-2016                  | Ostenda                    | PL                         | 36         | 0          | CB              | 0               | 0               | -                  | -                  | -                  | -           | -           | -           | 36     | 0      |        |
| 2016-2017                  | Ostenda                    | PL                         | 28         | 4          | CB              | 4               | 0               | -                  | -                  | -                  | -           | -           | -           | 32     | 4      |        |
| 2017-apr. 2018             | Ostenda                    | PL                         | 3          | 0          | CB              | 1               | 0               | EL                 | 2                  | 0                  | -           | -           | -           | 6      | 0      |        |
| Totale Ostenda             | Totale Ostenda             | Totale Ostenda             | 67         | 4          |                 | 5               | 0               |                    | 2                  | 0                  |             | -           | -           | 74     | 4      |        |
| Totale carriera            | Totale carriera            | Totale carriera            | 420        | 11         |                 | 56+             | 1+              |                    | 67                 | 0                  |             | 3           | 0           | 543+   | 12+    |        |

### Cronologia presenze e reti in Nazionale
| Cronologia completa delle presenze e delle reti in nazionale ― Rep. Ceca | Cronologia completa delle presenze e delle reti in nazionale ― Rep. Ceca | Cronologia completa delle presenze e delle reti in nazionale ― Rep. Ceca | Cronologia completa delle presenze e delle reti in nazionale ― Rep. Ceca | Cronologia completa delle presenze e delle reti in nazionale ― Rep. Ceca | Cronologia completa delle presenze e delle reti in nazionale ― Rep. Ceca | Cronologia completa delle presenze e delle reti in nazionale ― Rep. Ceca | Cronologia completa delle presenze e delle reti in nazionale ― Rep. Ceca |
| Data                                                                     | Città                                                                    | In casa                                                                  | Risultato                                                                | Ospiti                                                                   | Competizione                                                             | Reti                                                                     | Note                                                                     |
| ------------------------------------------------------------------------ | ------------------------------------------------------------------------ | ------------------------------------------------------------------------ | ------------------------------------------------------------------------ | ------------------------------------------------------------------------ | ------------------------------------------------------------------------ | ------------------------------------------------------------------------ | ------------------------------------------------------------------------ |
| 18-2-2004                                                                | Palermo                                                                  | Italia                                                                   | 2 – 2                                                                    | Rep. Ceca                                                                | Amichevole                                                               | -                                                                        | 46’                                                                      |
| 31-3-2004                                                                | Dublino                                                                  | Irlanda                                                                  | 2 – 1                                                                    | Rep. Ceca                                                                | Amichevole                                                               | -                                                                        | 58’                                                                      |
| 28-4-2004                                                                | Praga                                                                    | Rep. Ceca                                                                | 0 – 1                                                                    | Giappone                                                                 | Amichevole                                                               | -                                                                        | 46’                                                                      |
| 2-6-2004                                                                 | Praga                                                                    | Rep. Ceca                                                                | 3 – 1                                                                    | Bulgaria                                                                 | Amichevole                                                               | -                                                                        | 46’                                                                      |
| 6-6-2004                                                                 | Teplice                                                                  | Rep. Ceca                                                                | 2 – 0                                                                    | Estonia                                                                  | Amichevole                                                               | -                                                                        | 72’                                                                      |
| 19-6-2004                                                                | Aveiro                                                                   | Paesi Bassi                                                              | 2 – 3                                                                    | Rep. Ceca                                                                | Euro 2004 - 1º turno                                                     | -                                                                        | 74’                                                                      |
| 23-6-2004                                                                | Lisbona                                                                  | Germania                                                                 | 1 – 2                                                                    | Rep. Ceca                                                                | Euro 2004 - 1º turno                                                     | -                                                                        |                                                                          |
| 27-6-2004                                                                | Porto                                                                    | Rep. Ceca                                                                | 3 – 0                                                                    | Danimarca                                                                | Euro 2004 - Quarti di finale                                             | -                                                                        | 65’                                                                      |
| 18-8-2004                                                                | Praga                                                                    | Rep. Ceca                                                                | 0 – 0                                                                    | Grecia                                                                   | Amichevole                                                               | -                                                                        |                                                                          |
| 9-2-2005                                                                 | Celje                                                                    | Slovenia                                                                 | 0 – 3                                                                    | Rep. Ceca                                                                | Amichevole                                                               | -                                                                        |                                                                          |
| 30-3-2005                                                                | Andorra la Vella                                                         | Andorra                                                                  | 0 – 4                                                                    | Rep. Ceca                                                                | Qual. Mondiali 2006                                                      | -                                                                        |                                                                          |
| 4-6-2005                                                                 | Liberec                                                                  | Rep. Ceca                                                                | 8 – 1                                                                    | Andorra                                                                  | Qual. Mondiali 2006                                                      | -                                                                        | 17’ 46’                                                                  |
| 30-3-2005                                                                | Andorra la Vella                                                         | Andorra                                                                  | 0 – 4                                                                    | Rep. Ceca                                                                | Qual. Mondiali 2006                                                      | -                                                                        | 46’                                                                      |
| 7-9-2005                                                                 | Olomouc                                                                  | Rep. Ceca                                                                | 4 – 1                                                                    | Armenia                                                                  | Qual. Mondiali 2006                                                      | -                                                                        | 70’                                                                      |
| 8-10-2005                                                                | Praga                                                                    | Rep. Ceca                                                                | 0 – 2                                                                    | Paesi Bassi                                                              | Qual. Mondiali 2006                                                      | -                                                                        |                                                                          |
| 12-10-2005                                                               | Helsinki                                                                 | Finlandia                                                                | 0 – 3                                                                    | Rep. Ceca                                                                | Qual. Mondiali 2006                                                      | -                                                                        |                                                                          |
| 12-11-2005                                                               | Oslo                                                                     | Norvegia                                                                 | 0 – 1                                                                    | Rep. Ceca                                                                | Qual. Mondiali 2006                                                      | -                                                                        |                                                                          |
| 16-11-2005                                                               | Praga                                                                    | Rep. Ceca                                                                | 1 – 0                                                                    | Norvegia                                                                 | Qual. Mondiali 2006                                                      | -                                                                        |                                                                          |
| 1-3-2006                                                                 | Smirne                                                                   | Turchia                                                                  | 2 – 2                                                                    | Rep. Ceca                                                                | Amichevole                                                               | -                                                                        |                                                                          |
| 26-5-2006                                                                | Innsbruck                                                                | Rep. Ceca                                                                | 2 – 0                                                                    | Arabia Saudita                                                           | Amichevole                                                               | -                                                                        |                                                                          |
| 30-5-2006                                                                | Jablonec nad Nisou                                                       | Rep. Ceca                                                                | 1 – 0                                                                    | Costa Rica                                                               | Amichevole                                                               | -                                                                        |                                                                          |
| 3-6-2006                                                                 | Praga                                                                    | Rep. Ceca                                                                | 3 – 0                                                                    | Trinidad e Tobago                                                        | Amichevole                                                               | -                                                                        |                                                                          |
| 12-6-2006                                                                | Gelsenkirchen                                                            | Stati Uniti                                                              | 0 – 3                                                                    | Rep. Ceca                                                                | Mondiali 2006 - 1º turno                                                 | -                                                                        | 16’                                                                      |
| 17-6-2006                                                                | Colonia                                                                  | Rep. Ceca                                                                | 0 – 2                                                                    | Ghana                                                                    | Mondiali 2006 - 1º turno                                                 | -                                                                        |                                                                          |
| 22-6-2006                                                                | Norimberga                                                               | Rep. Ceca                                                                | 0 – 2                                                                    | Italia                                                                   | Mondiali 2006 - 1º turno                                                 | -                                                                        |                                                                          |
| 16-8-2006                                                                | Uherské Hradiště                                                         | Rep. Ceca                                                                | 1 – 3                                                                    | Serbia                                                                   | Amichevole                                                               | -                                                                        | 46’                                                                      |
| 2-9-2006                                                                 | Teplice                                                                  | Rep. Ceca                                                                | 2 – 1                                                                    | Galles                                                                   | Qual. Euro 2008                                                          | -                                                                        |                                                                          |
| 6-9-2006                                                                 | Bratislava                                                               | Slovacchia                                                               | 0 – 3                                                                    | Rep. Ceca                                                                | Qual. Euro 2008                                                          | -                                                                        |                                                                          |
| 7-10-2006                                                                | Liberec                                                                  | Rep. Ceca                                                                | 7 – 0                                                                    | San Marino                                                               | Qual. Euro 2008                                                          | -                                                                        | 46’                                                                      |
| 11-10-2006                                                               | Dublino                                                                  | Irlanda                                                                  | 1 – 1                                                                    | Rep. Ceca                                                                | Qual. Euro 2008                                                          | -                                                                        | 50’                                                                      |
| 15-11-2006                                                               | Praga                                                                    | Rep. Ceca                                                                | 1 – 1                                                                    | Danimarca                                                                | Amichevole                                                               | -                                                                        |                                                                          |
| 7-2-2007                                                                 | Bruxelles                                                                | Belgio                                                                   | 0 – 2                                                                    | Rep. Ceca                                                                | Amichevole                                                               | -                                                                        | 46’                                                                      |
| 24-3-2007                                                                | Praga                                                                    | Rep. Ceca                                                                | 1 – 2                                                                    | Germania                                                                 | Qual. Euro 2008                                                          | -                                                                        |                                                                          |
| 28-3-2007                                                                | Liberec                                                                  | Rep. Ceca                                                                | 1 – 0                                                                    | Cipro                                                                    | Qual. Euro 2008                                                          | -                                                                        |                                                                          |
| 2-6-2007                                                                 | Cardiff                                                                  | Galles                                                                   | 0 – 0                                                                    | Rep. Ceca                                                                | Qual. Euro 2008                                                          | -                                                                        |                                                                          |
| 22-8-2007                                                                | Vienna                                                                   | Austria                                                                  | 1 – 1                                                                    | Rep. Ceca                                                                | Amichevole                                                               | -                                                                        |                                                                          |
| 8-9-2007                                                                 | San Marino                                                               | San Marino                                                               | 0 – 3                                                                    | Rep. Ceca                                                                | Qual. Euro 2008                                                          | -                                                                        |                                                                          |
| 12-9-2007                                                                | Praga                                                                    | Rep. Ceca                                                                | 1 – 0                                                                    | Irlanda                                                                  | Qual. Euro 2008                                                          | -                                                                        |                                                                          |
| 17-10-2007                                                               | Monaco di Baviera                                                        | Germania                                                                 | 0 – 3                                                                    | Rep. Ceca                                                                | Qual. Euro 2008                                                          | -                                                                        |                                                                          |
| 17-11-2007                                                               | Praga                                                                    | Rep. Ceca                                                                | 3 – 1                                                                    | Slovacchia                                                               | Qual. Euro 2008                                                          | -                                                                        |                                                                          |
| 21-11-2007                                                               | Nicosia                                                                  | Cipro                                                                    | 0 – 2                                                                    | Rep. Ceca                                                                | Qual. Euro 2008                                                          | -                                                                        |                                                                          |
| 6-2-2008                                                                 | Teplice                                                                  | Rep. Ceca                                                                | 0 – 2                                                                    | Polonia                                                                  | Amichevole                                                               | -                                                                        |                                                                          |
| 26-3-2008                                                                | Copenaghen                                                               | Danimarca                                                                | 1 – 1                                                                    | Rep. Ceca                                                                | Amichevole                                                               | -                                                                        |                                                                          |
| 27-5-2008                                                                | Praga                                                                    | Rep. Ceca                                                                | 2 – 0                                                                    | Lituania                                                                 | Amichevole                                                               | -                                                                        |                                                                          |
| 30-5-2008                                                                | Teplice                                                                  | Rep. Ceca                                                                | 3 – 1                                                                    | Scozia                                                                   | Amichevole                                                               | -                                                                        | 46’                                                                      |
| 7-6-2008                                                                 | Basilea                                                                  | Svizzera                                                                 | 0 – 1                                                                    | Rep. Ceca                                                                | Euro 2008 - 1º turno                                                     | -                                                                        |                                                                          |
| 11-6-2008                                                                | Ginevra                                                                  | Rep. Ceca                                                                | 1 – 3                                                                    | Portogallo                                                               | Euro 2008 - 1º turno                                                     | -                                                                        |                                                                          |
| 15-6-2008                                                                | Ginevra                                                                  | Turchia                                                                  | 3 – 2                                                                    | Rep. Ceca                                                                | Euro 2008 - 1º turno                                                     | -                                                                        |                                                                          |
| 20-8-2008                                                                | Londra                                                                   | Inghilterra                                                              | 2 – 2                                                                    | Rep. Ceca                                                                | Amichevole                                                               | -                                                                        |                                                                          |
| 10-9-2008                                                                | Belfast                                                                  | Irlanda del Nord                                                         | 0 – 0                                                                    | Rep. Ceca                                                                | Qual. Mondiali 2010                                                      | -                                                                        |                                                                          |
| 11-10-2008                                                               | Chorzów                                                                  | Polonia                                                                  | 2 – 1                                                                    | Rep. Ceca                                                                | Qual. Mondiali 2010                                                      | -                                                                        |                                                                          |
| 15-10-2008                                                               | Teplice                                                                  | Rep. Ceca                                                                | 1 – 0                                                                    | Slovenia                                                                 | Qual. Mondiali 2010                                                      | -                                                                        |                                                                          |
| 19-11-2008                                                               | Serravalle                                                               | San Marino                                                               | 0 – 3                                                                    | Rep. Ceca                                                                | Qual. Mondiali 2010                                                      | -                                                                        |                                                                          |
| 11-2-2009                                                                | Casablanca                                                               | Marocco                                                                  | 0 – 0                                                                    | Rep. Ceca                                                                | Amichevole                                                               | -                                                                        | 46’                                                                      |
| 28-3-2009                                                                | Maribor                                                                  | Slovenia                                                                 | 0 – 0                                                                    | Rep. Ceca                                                                | Qual. Mondiali 2010                                                      | -                                                                        | 8’                                                                       |
| 1-4-2009                                                                 | Praga                                                                    | Rep. Ceca                                                                | 1 – 2                                                                    | Slovacchia                                                               | Qual. Mondiali 2010                                                      | -                                                                        |                                                                          |
| 12-8-2009                                                                | Teplice                                                                  | Rep. Ceca                                                                | 3 – 1                                                                    | Belgio                                                                   | Amichevole                                                               | 1                                                                        | 46’                                                                      |
| 9-9-2009                                                                 | Uherské Hradiště                                                         | Rep. Ceca                                                                | 7 – 0                                                                    | San Marino                                                               | Qual. Mondiali 2010                                                      | -                                                                        |                                                                          |
| 15-11-2009                                                               | al-'Ayn                                                                  | Emirati Arabi Uniti                                                      | 0 – 0 dts (3 - 2 dtr)                                                    | Rep. Ceca                                                                | UAE International Cup - Semifinale                                       | -                                                                        | cap. 48’                                                                 |
| 18-11-2009                                                               | al-'Ayn                                                                  | Azerbaigian                                                              | 2 – 0                                                                    | Rep. Ceca                                                                | UAE International Cup - Finale 3º-4º posto                               | -                                                                        | 80’                                                                      |
| Totale                                                                   |                                                                          | Presenze                                                                 | 60                                                                       |                                                                          | Reti                                                                     | 1                                                                        |                                                                          |

## Palmarès

### Club
- Supercoppa del Belgio: 3

Bruges: 2003, 2004, 2005
- Coppa del Belgio: 1

Bruges: 2003-2004
- Campionato belga: 1

Bruges: 2004-2005
- Coppa di Francia: 2

Paris SG: 2005-2006
Lilla: 2010-2011
- Coppa Italia: 1

Lazio: 2008-2009
- Campionato francese: 1

Lilla: 2010-2011

### Nazionale
- Campionato d'Europa Under-21: 1

Svizzera 2002